# Željko Glasnović
Željko Glasnović (Zagabria, 24 febbraio 1954) è un politico e militare croato.
Maggior generale delle Forze armate, alle elezioni parlamentari del 2015 si candida con l'Unione Democratica Croata e approda al Sabor, ottenendo 7.374 preferenze nel distretto elettorale dei croati all'estero. In occasione delle elezioni del 2016 dà vita ad una lista indipendente e viene rieletto nello stesso collegio con 4.282 preferenze, mentre la formazione politica da lui promossa raccoglie, a livello circoscrizionale, il 24,91% dei voti.
Alle elezioni del 2020 la sua lista flette al 20,97% e, per una decina di voti, non ottiene alcun seggio: Glasnović chiede così il riconteggio delle schede, ma il ricorso è respinto dalla Commissione elettorale.